# Chengcheng
Chengcheng (en chino, 澄城; pinyin, Chéngchéng) es un condado  bajo la administración directa de la Prefectura Weinan en la Provincia de Shaanxi, República Popular China. Su área es de km² y su población total en 2010 superó los mil habitantes.

## Administración
Desde julio de 2020, el  Condado Chengcheng se divide en 10 pueblos que se administran en 1 subdistrito y 9  poblados.